# Polygonia dryas
Polygonia dryas är en fjärilsart som beskrevs av Edwards 1870. Polygonia dryas ingår i släktet Polygonia och familjen praktfjärilar. Inga underarter finns listade i Catalogue of Life.